# Carlheinz Neumann
Carlheinz Neumann (* 27. November 1905 in Berlin; † 19. Mai 1983 ebenda) war ein deutscher Steuermann im Rudern, der 1932 Olympiasieger im Vierer mit Steuermann wurde.
Carlheinz Neumann war beim Berliner RC aktiv. Seine erste Medaille bei einer Deutschen Meisterschaft gewann Neumann 1931, als er den Berliner Achter auf den dritten Platz steuerte. 1932 erreichte Neumann mit dem Berliner Vierer das Finale bei den Olympischen Spielen 1932. In der Besetzung Hans Eller, Horst Hoeck, Walter Meyer, Joachim Spremberg und Steuermann Carlheinz Neumann siegte das Boot mit knappem Vorsprung vor dem italienischen Boot. 1933 siegten Klaus Werner, Joachim Spremberg, Herbert Buhtz, Ernst Heiserich und Carlheinz Neumann bei der Deutschen Meisterschaft im Vierer. Nachdem Neumann mit dem Berliner Achter 1931, 1933 und 1934 jeweils Meisterschaftsdritter geworden war, folgten 1935 der zweite Platz und 1936 wieder der dritte Platz.
1937 und 1938 siegte der Berliner Achter bei der Deutschen Meisterschaft. 1937 gewannen Eberhard Kösling, Walter Fuglsang, Georg Jakstat, Fritz Braunsdorf, Joachim Charlé, Walter Volle, Dr. Herbert Buhtz, Erich Buschmann und Neumann als Steuermann bei der Europameisterschaft in Amsterdam Silber hinter den Italienern. 1938 in Mailand siegten Eberhard Kösling, Walter Fuglsang, Hans-Joachim Hannemann, Fritz Braunsdorf, Joachim Charlé, Walter Volle, Dr. Herbert Buhtz, Erich Buschmann und Neumann vor den Ungarn, während die italienischen Titelverteidiger vor heimischem Publikum nur den dritten Platz erreichten.
Carlheinz Neumann war auch nach dem Zweiten Weltkrieg als Steuermann für den Berliner RC erfolgreich, 1951 belegte er mit dem Achter den dritten Platz bei der Deutschen Meisterschaft, 1955 erreichte er mit dem Vierer den dritten Platz.